# Martin's Additions
Martin's Additions è un villaggio degli Stati Uniti d'America, situato nello stato del Maryland, nella contea di Montgomery.